# Catharsius brittoni
Catharsius brittoni är en skalbaggsart som beskrevs av Ferreira 1963. Catharsius brittoni ingår i släktet Catharsius och familjen bladhorningar. Inga underarter finns listade.